# Glen Davis
Glen Davis is een plaats in de Australische deelstaat New South Wales.